# Daniel Wärn
Daniel Sven Erland Wärn, född 8 januari 1942 i Habo i dåvarande Skaraborgs län, död 10 oktober 2020 i Östra Torns distrikt i Lund, var en svensk pastor, journalist, författare och debattör.
Wärn växte upp i en pastorsfamilj, hans far var predikanten Karl Wärn som bland annat var föreståndare för Skövde pingstförsamling. Daniel Wärn blev själv pastor, bland hans tjänstgöringar märks Filadelfiaförsamlingen i Lund där han var pastor och föreståndare från 1974 till 1990. 1990 blev han chefredaktör för pingströrelsens numera nedlagda veckotidning Evangelii Härold i Stockholm, där han även blev ansvarig utgivare år 1991. Sedan blev han frilansjournalist och skrev bland annat för kristna dagstidningen Dagen.